# Alojzij Franko
Alojzij Franko, slovenski odvetnik in politik, * 10. marec 1863, Tolmin, † 30. april 1921, Ljubljana. 

## Življenje in delo
Po končani gimnaziji v Gorici 1881 je na Dunaju študiral pravo in tam 1885 doktoriral, nato kot  odvetniški pripravnik služboval v Ljubljani in od 1897-1914 imel odvetniško pisarno v Gorici. Med svetovno vojno je živel v Ljubljani ter se po koncu vojne vrnil v Gorico.
Politično je deloval v liberalnem taboru, vendar se je 1907 pridružil goriški Slogi, ki je zaradi nezadovoljstva s politiko liberalne stranke do kmečkega vprašanja ustanovila Slovensko kmečko stranko, ki je izdajala glasilo Naš glas (1907-1908), ki se je v tretjem letu izhajanja preimenoval v Kmečki glas (1909-1910). Franko je bil med ustanovitelji stranke in glasila, ki ga je sam tudi vodil in urejal. Leta 1908 je bil izvoljen v goriški deželni zbor; se 1909 sprl z vodstvom stranke in odložil mandat. V deželnem zboru, kamor je bil ponovno izvoljen 1913, se je pridružil slovenskemu (naprednemu) klubu in postal 1913 namestnik deželnega glavarja Goriške. Po vojni se ni več aktivno udeleževal v politčnem življenju.